# Sốt xuất huyết Crimean–Congo
Sốt xuất huyết Crimean–Congo (CCHF) là một bệnh do vi-rút. Các triệu chứng có thể bao gồm sốt, đau cơ, nhức đầu, nôn mửa, tiêu chảy và chảy máu vào da. Xuất hiện triệu chứng ít hơn hai tuần sau khi phơi nhiễm. Các biến chứng có thể bao gồm suy gan. Ở những người sống sót, hồi phục thường xảy ra khoảng hai tuần sau khi bắt đầu.
Virus CCHF thường lây lan do vết cắn hoặc tiếp xúc với gia súc mắc bệnh. Những người bị ảnh hưởng thường là nông dân hoặc làm việc trong lò mổ. Nó cũng có thể lây lan giữa người qua dịch cơ thể. Chẩn đoán bằng cách phát hiện các kháng thể, RNA của virut, hoặc chính virus. Đó là một loại bệnh sốt xuất huyết do siêu vi.
Phòng ngừa bao gồm tránh vết cắn. Vắcxin không có sẵn. Điều trị thường là với sự chăm sóc hỗ trợ. Thuốc ribavirin cũng có thể giúp ích.
Nó xảy ra ở châu Phi, Balkans, Trung Đông, và châu Á. Thông thường nó xảy ra trong các ổ dịch. Vào năm 2013, Iran, Nga, Thổ Nhĩ Kỳ và Uzbekistan đã ghi nhận hơn 50 trường hợp. Nguy cơ tử vong ở những người bị ảnh hưởng là từ 10 đến 40%. Nó lần đầu tiên được phát hiện vào những năm 1940.

## Dấu hiệu và triệu chứng
Bệnh ở người là một dạng bệnh sốt xuất huyết trầm trọng. Thông thường, sau khoảng thời gian ủ bệnh 1-3 ngày sau khi bị cắn hoặc 5-6 ngày sau khi tiếp xúc với máu hoặc mô bị nhiễm trùng, các triệu chứng giống cúm sẽ xuất hiện, có thể xảy ra sau một tuần. Trong 75% trường hợp, các dấu hiệu chảy máu có thể xuất hiện trong vòng 3-5 ngày kể từ khi bắt đầu ốm trong trường hợp có các triệu chứng đầu tiên không ổn định: mất ổn định về tâm trạng, kích động, rối loạn tinh thần và chứng đau thắt cổ họng; và ngay sau khi chảy máu cam, nôn mửa, và phân đen. Gan trở nên sưng và đau. Sự đông máu nội mạch lan tỏa lan rộng có thể xảy ra, cũng như suy thận cấp, sốc, và hội chứng suy hô hấp cấp tính. Người ta thường bắt đầu phục hồi sau 9-10 ngày đầu tiên có triệu chứng xuất hiện. Có đến 30% số người bị bệnh chết vào cuối tuần thứ hai của bệnh.

## Nguyên nhân

### Lây truyền

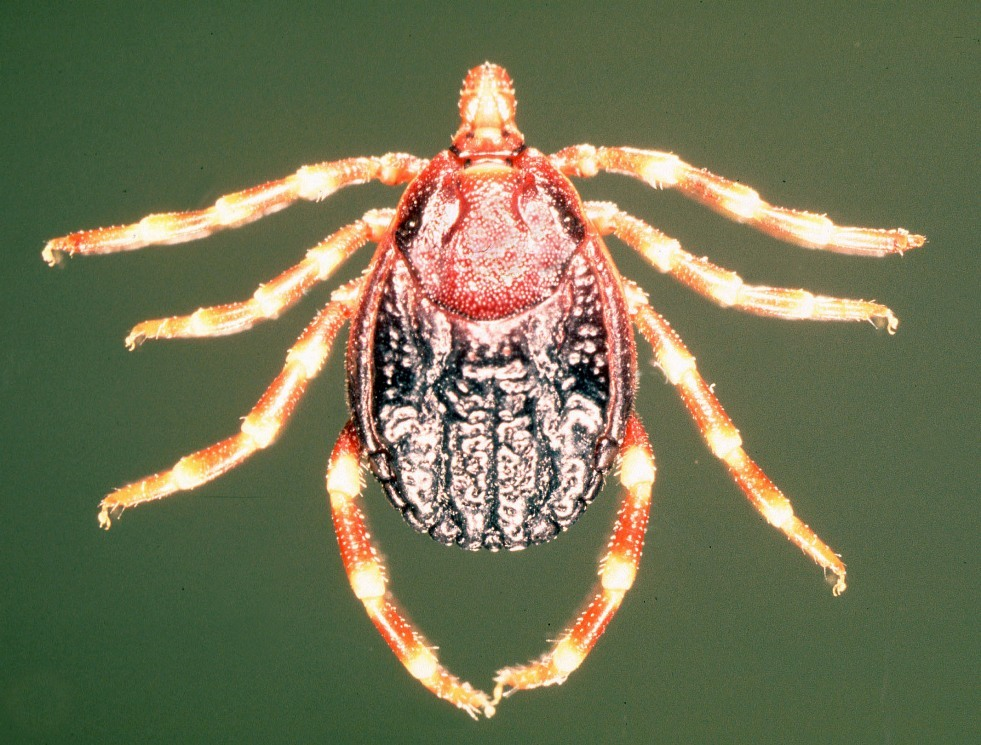
Ve bét Hyalomma

Ve bét đều là là vec-tơ (vật trung gian truyền bệnh) của virut, mang nó từ động vật hoang dã đến vật nuôi và con người. Đánh dấu các loài được xác định là bị nhiễm virut bao gồm Argas reflexus, Hyalomma anatolicum, Hyalomma detritum, Hyalomma marginatum marginatum và Rhipicephalus sanguineus. Ít nhất 31 loài ve khác nhau từ các loài Haemaphysalis và Hyalomma ở đông nam Iran đã được tìm thấy để mang virus.
Động vật hoang dã và động vật có vú nhỏ, đặc biệt là thỏ của châu Âu, loài hedgehog ở Trung Á và chuột cống là những con vật "khuếch đại" virus. Chim thường kháng CCHF, ngoại trừ đà điểu. Động vật trong nước như cừu, dê và gia súc có thể phát triển thành vi khuẩn trong máu của họ, nhưng thường không bị ốm.
 "Sự lây lan không thường xuyên" của con người thường do vết cắn của Hyalomma gây ra. Động vật có thể truyền virus sang người, nhưng thường là một phần của một cụm bệnh. Khi các cụm bệnh xảy ra, thường là sau khi người ta chữa trị, giết mổ hoặc ăn gia súc bị nhiễm bệnh, đặc biệt là động vật nhai lại và đà điểu. Các vụ dịch xảy ra trong lò mổ, nơi người lao động đã tiếp xúc với máu người và động vật bị nhiễm bệnh. Con người có thể lây nhiễm cho người và các vụ dịch cũng xuất hiện trong các cơ sở lâm sàng thông qua máu bị nhiễm bệnh và dụng cụ y tế không sạch.

### Vi rút học
Siêu vi khuẩn sốt xuất huyết Crimean-Congo (CCHFV) là một thành viên của chi Orthonairovirus, họ Nairoviridae của RNA.

## Sự phòng ngừa
Trường hợp nhiễm bệnh ở động vật có vú là phổ biến, các quy định về nông nghiệp đòi hỏi phải loại bỏ động vật nuôi trước khi vận chuyển hoặc giao để giết mổ. Các biện pháp tránh đánh bẫy cá nhân được khuyến cáo, chẳng hạn như sử dụng thuốc đuổi côn trùng, quần áo đầy đủ và kiểm tra cơ thể cho những người có dấu hiệu mắc bệnh.
Khi sốt, bệnh nhân có dấu hiệu chảy máu đòi hỏi hồi sức hoặc chăm sóc đặc biệt, cần phải có biện pháp phòng ngừa cách ly cơ thể.

## Điều trị
Điều trị chủ yếu là hỗ trợ. Ribavirin có hiệu quả trong ống nghiệm và đã được sử dụng bằng miệng trong thời gian dịch, nhưng không có bằng chứng dùng thử để hỗ trợ việc sử dụng.
 Vào năm 2011 việc sử dụng các chế phẩm Immunoglobulin vẫn chưa được chứng minh và kỹ thuật kháng thể, làm tăng hy vọng cho liệu pháp kháng thể đơn dòng, vẫn còn rất mới mẻ. 
Các lực lượng vũ trang Hoa Kỳ duy trì các cổ phần đặc biệt của ribavirin để bảo vệ nhân viên được triển khai tới Afghanistan và Iraq từ CCHF.

## Lịch sử
Loại vi rút này có thể đã tiến hóa khoảng 1500-1100 trước Công nguyên. Người ta cho rằng thay đổi khí hậu và các hoạt động nông nghiệp gần thời điểm này có thể là đằng sau sự tiến hóa của nó. 
Trong thế kỷ 12, trường hợp bệnh xuất huyết được báo cáo từ hiện nay, Tajikistan có thể là trường hợp đầu tiên được biết đến sốt xuất huyết Crimean-Congo. Trong Chiến tranh Crimea, căn bệnh này được gọi là "cơn sốt Crimea" và bị nhiều người ký mắc phải, trong đó có Florence Nightingale.[./Crimean–Congo_hemorrhagic_fever#cite_note-37 [37]]
Năm 1944, các nhà khoa học Liên Xô lần đầu tiên xác định căn bệnh mà họ gọi là sốt xuất huyết Crimea ở Crimea. Họ đã xác định nguyên nhân gây ra bởi virut qua đường truyền virus thông qua các "tình nguyện viên" của con người, mà không báo cáo tỷ lệ tử vong, và lúc đó không thể cô lập được tác nhân.   
Tháng 2 năm 1967, các nhà virus học Jack Woodall, David Simpson, Ghislaine Courtois và những người khác đã xuất bản các báo cáo ban đầu về một loại vi-rút mà họ gọi là vi-rút Congo. Năm 1956, vi rút Congo lần đầu tiên được cô lập bởi bác sĩ Ghislaine Courtois, trưởng Phòng thí nghiệm Y khoa của tỉnh, Stanleyville, ở Congo Bỉ. Dòng V3010, bị cô lập bởi Courtois, đã được gửi đến Phòng thí nghiệm Vi rút của Quỹ Rockefeller (RFVL) ở thành phố New York và được tìm thấy giống hệt với một dòng khác từ Uganda, nhưng không có virus nào được đặt tên vào thời điểm đó.
Vào tháng 6 năm 1967, nhà virus học Liên Xô Mikhail Chumakov đã đăng ký một mẫu phân lập từ một trường hợp tử vong xảy ra ở Samarkand trong danh mục Các loại vi-rút gây Arthropod. Năm 1969, chủng Chumakov của Nga đã gửi đến RFVL, đã được công bố là giống hệt với vi-rút Congo.